# Трансцендентна теозофија
Трансцендентна теозофија или ал-хикмат ал-мута'алииах (حكمت متعاليه), доктрина и филозофија коју је развио персијски филозоф Мула Садра (ум. 1635. НЕ), једна је од две главне дисциплине исламске филозофије које су тренутно живе и активне.

## Термин
Израз ал-хикмат ал-мута'алииах укључује два појма:
1. ал-хикмат буквално значи мудрост, знање, тајна, мистерија, значење и памет и у специфично исламско-филозофском контексту теозофија.
2. мута'алииах значи трансцендентан.

Овај термин је много пре Мула Садре користило неколико суфија и теозофа, као што су Кајсари и Кутб ад-Дин Махмуд ибн Масуд еш-Ширази. Али у овим ранијим описима намеравано значење никако није било исто као оно које налазимо у списима Мула Садре и његових ученика.
Треба напоменути да Мула Садра никада није директно описао своју филозофију као ал-хикмат ал-мута'алииах. Он је само користио термин у наслову књиге два своја дела: ал-Хикмат ал-мутаалииах фи-л-асфар ал-аклиииат ал-арбаах и свог последњег дела ал-хикмат ал-мута'алииах.
Термин су у исламску теозофију увели годинама након њега његови ученици и установили да представља школу мишљења и теорија Мула Садре.

## Преглед
Израз ал-хикмат ал-мута'алииах се састоји од два термина: ал-хикмат (што буквално значи мудрост ; и технички, филозофија, а контекстуалним проширењем теозофија ) и мута'алииах (што значи узвишено или трансцендентно ).
Ова школа Мула Садре у исламској филозофији се обично назива ал-хикмат ал-мута'алииах. То је најприкладнији назив за његову школу, не само из историјских разлога, већ и зато што су доктрине Мула Садре и хикма или теозофија у свом изворном смислу и интелектуална визија трансцендентног која води до самог трансцендентног. Дакле, школа Мула Садре је трансцендентна и из историјских и из метафизичких разлога.
Када је Мула Садра својим речима говорио о хикмаху  или теозофији, обично је мислио на трансцендентну филозофију. Он је дао многе дефиниције термину хикмах, најпознатију која дефинише хикму као средство кроз које „човек постаје интелигибилан свет који личи на објективни свет и сличан поретку универзалног постојања“. 
Сматра се да су филозофија и онтологија Муле Садре подједнако важне за исламску филозофију као што је филозофија Мартина Хајдегера касније била за западну филозофију у 20. веку. Мула Садра је донео „нови филозофски увид у суочавање са природом стварности“ и створио „велики прелаз са есенцијализма на егзистенцијализам“ у исламској филозофији.

## Егзистенцијализам
Концепт који лежи у срцу филозофије Мула Садре је идеја „постојање претходи суштини“, кључни темељни концепт егзистенцијализма. Ово је било супротно идеји „суштина претходи постојању“ коју су раније подржавали Авицена и његова школа авиценизма  као и Шахаб ал-Дин Сухраварди и његова школа илуминационизма. Саид Јалал Асхтиани је касније сажео концепт Мула Садре на следећи начин:
„Постојеће биће које има суштину тада мора бити узроковано и постојање које је чисто постојање... је стога неопходно биће.
За Мула Садру, „егзистенција претходи суштини и стога је принцип пошто нешто прво мора постојати, а затим имати суштину“. Ово је првенствено аргумент који лежи у срцу филозофије Мула Садре. Мула Садра је заменио метафизику постојања за традиционалну метафизику суштине, и дајући предност Аб инитио егзистенцији у односу на стварност.
Мула Садра је извршио револуцију у метафизици бића својом тезом да не постоје непроменљиве суштине, већ да је свака суштина одређена и променљива према степену интензитета свог чина постојања.
По његовом мишљењу, стварност је постојање, на различите начине, а ти различити начини нам изгледају као есенције. Оно што прво утиче на нас су ствари које постоје, а ми после формирамо идеје о суштинама, тако да постојање претходи суштини. Ова позиција се назива примат постојања (арапски: Исалат ал-Вујуд). 
Егзистенцијализам Мула Садре се стога суштински разликује од западног егзистенцијализма Жан-Пола Сартра. Сартр је рекао да људска бића немају суштину пре свог постојања јер нема Створитеља, нема Бога. Ово је значење речи „егзистенција претходи суштини“ у Сартровом егзистенцијализму.

## Значајан покрет
Још један централни концепт филозофије Мула Садре је теорија „супстанцијалног кретања“ ( ал-харакат ал-јавхариииах ), која се „заснована на премиси да све у природном поретку, укључујући небеске сфере, пролази кроз суштинске промене и трансформацију као резултат само-тока (фаид) и продора бића (сараиан ал-вујуд) који сваком конкретном појединачном ентитету даје свој удео бића.За разлику од Аристотела и Ибн Сине који су прихватили промену само у четири категорије, тј. (камм), квалитет (каиф), положај (вад) и место ('аин), Садра дефинише промену као свепрожимајућу стварност која пролази кроз цео космос укључујући категорију супстанце (јавхар). Хераклит је сличан концепт описао вековима раније ( Παντα ρει – панта рхеи – „све је у покрету“), док је Готфрид Лајбниц описао сличан концепт век после дела Муле Садре.